# Vincenzo Capelli
Pour les articles homonymes, voir Capelli.
Vincenzo Capelli, né le 26 octobre 1988 à Rome, est un rameur italien.

## Biographie
Il participe à deux éditions des Jeux olympiques, se classant huitième en quatre sans barreur aux Jeux olympiques d'été de 2012 et septième en huit aux Jeux olympiques d'été de 2016.
Il est médaillé d'or en  deux avec barreur aux Championnats du monde d'aviron 2011, médaillé d'argent en huit aux Championnats d'Europe d'aviron 2012 et médaillé de bronze en deux avec barreur aux Championnats du monde d'aviron 2016.